# 野茶
野茶，指在生长环境自然原生态，无人工痕迹，不施肥不打药的情况下自然生长的茶树。野茶大多数为小乔木或乔木，灌木较少，年份少则几十年多则几百上千年，其树高大，茶鲜叶内涵物多，营养比常茶丰富。
野茶是茶饮最早的源头，不论是饮茶之始还是历史名茶研发，都是从野茶开始的。秦灭蜀之前，史上最早饮茶的古巴蜀先民利用的就是野茶树，2300年前的古巴蜀人还处于原始、简单农耕生活状态，生产落后，主要种植水稻、小麦、玉米等农作物和驯养家禽、家畜，对自然界的野生动、植物有相当高的依存度。因此对茶叶的利用，时间上可能已经超过3000年，利用方式上肯定比较原始。最早食用鲜叶，之后是摘下叶片晒干收藏、烹煮羹饮。另外几乎所有历史上有名的茶叶，其发明时所采用的鲜叶原料都是野茶，比如大红袍、铁观音、金骏眉、福鼎白茶、西湖龙井等等。
目前，市场上的野茶分两种，自然型野茶和栽培型野茶。自然型野茶指自然出生成长于山野林间，零零散散，性状不一，最为难得。栽培型野茶指人工栽培的茶树，因无人管理，茶园荒芜，几十年的自然生长后，重复开发利用的茶树，因此类茶园较少，故栽培型野茶产量也不大。
台灣野茶 是台灣 原生種
數量稀少  品質好 非常好的蜜香香味 甘甜 醇厚